# Germigny (Marne)
Germigny is een gemeente in het Franse departement Marne (regio Grand Est) en telt 207 inwoners (1999). De plaats maakt deel uit van het arrondissement Reims.

## Geografie
De oppervlakte van Germigny bedraagt 2,4 km², de bevolkingsdichtheid is 86,3 inwoners per km².
De onderstaande kaart toont de ligging van Germigny (Marne) met de belangrijkste infrastructuur en aangrenzende gemeenten.

## Demografie
Onderstaande figuur toont het verloop van het inwonertal (bron: INSEE-tellingen).